# Voyager Point, New South Wales
Voyager Point este o suburbie în Sydney, Australia.